# Calliopsis mellipes
Calliopsis mellipes là một loài Hymenoptera trong họ Andrenidae. Loài này được Timberlake mô tả khoa học năm 1952.